# Xenoctenus unguiculatus
Xenoctenus unguiculatus és una espècie d'aranyes araneomorfes de la família dels xenoctènids (Xenoctenidae). Fou descrit per primera vegada per Cândido Firmino de Mello-Leitão el 1938. Aquesta espècie és endèmica de l'Argentina.